# Vạn Thiến
Vạn Thiến (tên tiếng Trung: 万茜; bính âm: wàn qiàn, tên tiếng Anh: Regina Wan, sinh ngày 14 tháng 5 năm 1982) là một nữ diễn viên và ca sĩ người Trung Quốc, tốt nghiệp Hệ Biểu diễn, Học viện Hý kịch Thượng Hải, cựu thành viên nhóm nhạc nữ X-SISTER. Cô từng phát hành album âm nhạc "Vạn Hữu Dẫn Lực" và "Vạn Ngữ Thiên Ngôn". Năm 2014, đạt giải Nữ diễn viên phụ xuất sắc nhất tại Lễ trao giải Kim Mã lần thứ 51 nhờ phim "Thiên đường trong quân ngũ". Ngày 24.08.2016, thành lập phòng làm việc riêng.

## Tiểu sử
Vạn Thiến sinh ra ở Hách Sơn, Ích Dương, Hồ Nam. Xuất thân từ gia đình quân nhân, khi còn bé, cô chịu ảnh hưởng khá lớn từ bố, vì bố thường đưa cô đi luyện thanh. Ca hát là ước mơ lúc còn nhỏ của cô, tình cờ thi vào Học viện Hí kịch Thượng Hải khoa chính quy hệ biểu diễn. Thời học sinh, cô đã 3 lần làm nữ đại biểu duy nhất đại diện cho trường học lần lượt tham gia Liên hoan Sân khấu kịch Quốc tế tổ chức tại Romania, Hồng Kông và Mỹ, đã diễn trong nhiều tác phẩm của đạo diễn sân khấu kịch quốc tế.
Năm 2002, cô tham gia vào bộ phim truyền hình "Kim Tỏa ký", chính thức bước vào giới nghệ sĩ. Sau khi tốt nghiệp năm 2004, cô ký hợp đồng với công ty âm nhạc Tinh Quang Hải Ngạn, tiếp đó thì đầu quân cho công ty giải trí Thần Nghệ. Năm 2006, Vạn Thiến diễn vở kịch của năm "Hoang nguyên cùng người" tại  Nhà hát Giải phóng quân và Nhà hát thực nghiệm Học viện Hí kịch Trung ương. Năm 2007, phát hành album "Vạn Hữu Dẫn Lực" (lực vạn vật hấp dẫn), đạt được ba giải cho Nghệ sĩ mới tại Liên hoan Ca nhạc Bắc Nam. Năm 2012, đóng vai chính trong phim điện ảnh cổ trang "Liễu Như Thị". Năm 2013, Vạn Thiến rời khỏi Thần Nghệ, đầu quân cho công ty giải trí Liên Hoa. Năm 2014, đạt giải Nữ diễn viên phụ xuất sắc nhất tại Lễ trao giải Kim Mã lần thứ 51 nhờ vai Ni Ni trong phim "Thiên đường trong quân ngũ". Ngày 24.08.2016, thành lập phòng làm việc riêng. Năm 2017, đạt giải Nữ diễn viên chính xuất sắc nhất tại Liên hoan phim Sinh viên Bắc Kinh lần thứ 24 nhờ vai An Hi trong phim "Xin chào kẻ điên". Năm 2018, nhận được đề cử cho giải Nữ diễn viên phụ xuất sắc nhất tại Lễ trao giải Bạch Ngọc Lan, Liên hoan truyền hình Thượng Hải lần thứ 24 nhờ vai Hùng Thanh Xuân trong phim "Trường săn".

## Sự nghiệp

### Kịch nói
- Năm 2002, Vạn Thiến đến Romania diễn vở bi kịch Hy Lạp cổ "Antigone", đóng vai Antigone, con gái của Oedipus.
- Năm 2003, đến Mỹ, hợp tác cùng sinh viên Đại học Bard biểu diễn "Thần tiên và cô gái tốt" (cải biên từ vở kịch "Người tốt Tứ Xuyên"), biên kịch Tôn Huệ Trụ, Vạn Thiến đóng vai kỹ nữ Thẩm Đại, luôn coi việc giúp đỡ người khác là niềm vui.
- Năm 2004, diễn vở kịch "Thần tiên và cô gái tốt" lần thứ 2 tại Học viện Hí kịch Thượng Hải.[6]
- Năm 2005, diễn chính trong vở kịch "Hoài nghi", đóng vai nữ tu sĩ James tại Nhà hát Thiếu nhi Quốc gia.[7]
- Năm 2006, diễn chính trong vở kịch "Hoang nguyên cùng người", vai đội viên khai hoang Tế Thảo tại Nhà hát Giải phóng quân và Nhà hát thực nghiệm Học viện Hí kịch Trung ương, đạt được giải Vàng tại Liên hoan Kịch nói Toàn quốc "Kịch nói trăm năm" (kỷ niệm 100 năm kịch nói ra đời) của Bộ Văn hóa.[2]
- Năm 2010, diễn chính trong vở nhạc kịch Phật giáo "Hoằng Nhất", vai Diệp Tử.[8]
- Năm 2019, diễn chính trong vở kịch "Mặc Mặc", cải biên từ truyện cổ tích Đức "Momo" của tác giả Michael Ende, vai Mặc Mặc, tại Nhà hát lớn Thượng Hải và Nhà hát lớn quốc gia.[9]
- Năm 2020, diễn chính trong vở nhạc kịch tuyên truyền của tỉnh Hồ Nam, "Đại địa tụng ca", kể câu chuyện về tinh thần ngoan cường đấu tranh với nghèo khó, vai Vương Đình, tại Nhà hát lớn quốc gia và Nhà hát lớn hồ Mai Khê (Changsha Meixihu International Culture Art Centre).[10]
- Năm 2021, diễn chính trong vở kịch "Khuynh Thành Chi Luyến", vai Bạch Lưu Tô, bắt đầu từ tháng 10/2021 đến tháng 1/2022, tuần diễn tại 4 thành phố Thượng Hải (Nhà hát lớn Thượng Hải), Hàng Châu (Nhà hát lớn Hàng Châu), Trường Sa (Nhà hát lớn hồ Mai Khê | Changsha Meixihu International Culture Art Centre), Bắc Kinh (Nhà hát lớn quốc gia), tổng cộng 20 tràng diễn.

### Âm nhạc
- Năm 2004, Vạn Thiến thể hiện ca khúc chủ đề "Cây trám", nhạc phim truyền hình đề tài gia đình "Tiếng ca thiên sứ".[11]
- Năm 2005, cô ghi âm ca khúc chủ đề "Thanh bạch", nhạc phim "Thanh thiên nha môn II"; sau đó, được công ty âm nhạc Tinh Quang Hải Ngạn phát hiện, ký hợp đồng với công ty này.
- Ngày 26.09.2006, Vạn Thiến lần đầu phát hành đĩa đơn "Dũng cảm yêu"[12]; ngày 20.10, phát hành bài hát "Kết cục đánh mất"; ngày 03.11, cùng cầu thủ bóng đá Tôn Cát, Tôn Tường, thể hiện ca khúc chủ đề "Ngọn lửa của giấc mơ" của Đại hội Thể thao châu Á lần thứ 15, tổ chức tại thủ đô Doha, Qatar.[13]
- Ngày 15.12.2006, cô nhận được giải "Nghệ sĩ mới hàng đầu của năm" và "Bài hát song ca hàng đầu của năm" của "9+2 Bảng xếp hạng âm nhạc hàng đầu". Ngày 16.12, Vạn Thiến vinh hạnh nhận được giải "Nghệ sĩ mới phát triển tốt nhất" trong lễ trao giải cho "Nghệ sĩ mới của năm" do Bảng xếp hạng âm nhạc châu Á - Thái Bình Dương tổ chức tại Bắc Kinh.[14]
- Năm 2007, cô thể hiện bài hát ending "Không nghi ngờ", nhạc phim "Sinh tử kiều". Ngày 08.01, Vạn Thiến phát hành album âm nhạc đầu tiên "Vạn Hữu Dẫn Lực" (lực vạn vật hấp dẫn), bài hát "Dũng cảm yêu" trong album nhận được đề cử "Ca khúc của năm" trong lễ trao giải của Đông Phương Phong Vân Bảng, ERC Chinese Top Ten Awards.[15]
- Năm 2010, Vạn Thiến phát hành album thứ hai "Vạn Ngữ Thiên Ngôn" với ca khúc chủ đề cùng tên, sau ba ngày phá mộc 10 vạn lượt nghe.[16]
- Năm 2013, cô thể hiện bài hát "Khởi đầu mới" và "Con đường", nhạc phim "Con nhỏ khó nuôi".[17]
- Năm 2014, Vạn Thiến thể hiện ca khúc "The river of no return", nhạc phim "Thiên đường trong quân ngũ".
- Năm 2016, cô thể hiện bài hát "Món quà", ending của phim "Xin chào kẻ điên".
- Năm 2017, Vạn Thiến thể hiện ca khúc "Thành toàn cho người", nhạc phim "Đại Đường vinh diệu".
- Ngày 20.08.2020, cô phát hành ca khúc "Kính bạn", bản gốc do Hứa Phi sáng tác và thể hiện, bài hát bày tỏ lòng kính trọng với các y bác sĩ dũng cảm tham gia vào công tác chống dịch bệnh, kiên cường không sợ khó khăn.

## Đời tư
Ngày 10/11/2017, Vạn Thiến đăng một video ngắn, công bố tin vui sinh con gái. Được biết, cô đã sinh con gái vào sáng 09/11/2017 tại Thượng Hải.

## Danh sách phim

### Phim điện ảnh
| Khởi chiếu | Tên tiếng Việt             | Tên tiếng Anh         | Tên tiếng Trung | Vai diễn        | Ghi chú            |
| ---------- | -------------------------- | --------------------- | --------------- | --------------- | ------------------ |
| 2008       | Kiếm điệp                  | Butterfly Lovers      | 剑蝶            |                 | Khách mời          |
| 2012       | Liễu Như Thị               |                       | 柳如是          | Liễu Như Thị    | [ 20 ]             |
| 2013       | Hoa hồng giáng sinh        | Christmas Rose        | 圣诞玫瑰        | Megan           | [ 21 ]             |
| 2014       | Thiên đường trong quân ngũ | Paradise in Service   | 军中乐园        | Ni Ni           | [ 22 ]             |
| 2015       | Số 1 phố Thanh Điền        | The Laundryman        | 青田街一号      | Lâm Hương       | [ 23 ]             |
| 2016       | Trò chơi trốn tìm          | Hide & Seek           | 捉迷藏          | Bình Chi        | [ 24 ]             |
| 2016       | Xin chào kẻ điên           | The Insanity          | 你好，疯子      | An Hi           | [ 25 ]             |
| 2017       | Đãng khấu phong vân        | God of War            | 荡寇风云        | Thích phu nhân  | [ 26 ]             |
| 2017       | Tâm lý tội phạm            | Guilty of Mind        | 心理罪          | Kiều Lan        | [ 27 ]             |
| 2019       | Gặp gỡ ở trạm xe phía Nam  | The Wild Goose Lake   | 南方车站的聚会  | Dương Thục Tuấn | [ 28 ]             |
| 2021.02.12 | Dòng người tấp nập         | Endgame               | 人潮汹涌        | Lý Tưởng        | [ 29 ]             |
| 2021.08.14 | Thố tử bạo lực             | The Old Town Girls    | 兔子暴力        | Khúc Đình       | [ 30 ]             |
| 2022.08.13 | Đoạn kiều                  | The Fallen Bridge     | 断·桥           | Tống Nhã Mỹ     | Khách mời          |
| 2022.09.30 | Vạn dặm đường về           | Home Coming           | 万里归途        | Trần Duyệt      | [ 32 ]             |
| 2023.08.18 | Học ba                     | Learn from Dad        | 学爸            | Hỏa tẩu         | Diễn xuất đặc biệt |
| Chưa chiếu | Nhất ý cô hành             | How Deep is Your Love | 一意孤行        | Lâm Mặc         | [ 34 ]             |
| Chưa chiếu | Ngày mai viện quân tới     |                       | 援军明日到达    |                 | Khai máy 22.09.02  |
| Chưa chiếu | Vụ nổ lớn                  |                       | 大爆炸          | Hoa Thiên Dực   | Khai máy 23.02.28  |

### Phim truyền hình
| Khởi chiếu | Tên tiếng Việt                  | Tên tiếng Anh                         | Tên tiếng Trung    | Vai diễn                     | Ghi chú            |
| ---------- | ------------------------------- | ------------------------------------- | ------------------ | ---------------------------- | ------------------ |
| 2002       | Kim Tỏa ký                      | The Golden Cangue                     | 金锁记             | Quyên Nhi                    | [ 37 ]             |
| 2005       | Tiếng ca thiên sứ               | An Angel's Voice                      | 天使的歌声         | Trần Tử Vi                   | [ 38 ]             |
| 2005       | Mật lệnh 1949                   | Secret Mission 1949                   | 密令1949           | Dương Liễu                   | [ 39 ]             |
| 2007       | Thanh thiên nha môn II          | Justice Department 2                  | 青天衙门Ⅱ伏魔录    | Đàm Tiểu Ngọc                |                    |
| 2008       | Số 1 Trường Giang               | Changjiang No.1                       | 长江一号           | Hứa Điệt Sơ                  | [ 40 ]             |
| 2009       | Quan Âm diệu duyên              | Goddess of Mercy                      | 观世音之观音妙缘   | Điền Tố Chân                 |                    |
| 2009       | Khai quốc tiền dạ               |                                       | 开国前夜           | Cố Thanh Thanh               |                    |
| 2009       | Dục huyết ký giả                |                                       | 浴血记者           | Phạm Hiểu Vân                | [ 41 ]             |
| 2010       | Thượng Hải Thượng Hải           | Shanghai Shanghai                     | 上海上海           | Lưu Hiểu Nam                 | [ 42 ]             |
| 2010       | Con của tôi Nhà của tôi         | My Children, My Home                  | 我的孩子我的家     | Lâm Vũ Hồng, Hạ Nghi         | [ 43 ]             |
| 2010       | Sinh tử kiều                    | Bridge of Life & Death                | 生死桥             | Đoàn Phinh Đình              | [ 44 ]             |
| 2011       | Thời đại lõa hôn                | Naked Wedding                         | 裸婚时代           | Trần Kiều Kiều               | [ 45 ]             |
| 2011       | Truyền kỳ chi vương             | King for Legend                       | 传奇之王           | Kiếm Bình                    | [ 46 ]             |
| 2012       | Trước trận quyết chiến          | Before Decisive Battle                | 决战前             | Phùng Vũ Phi                 | [ 47 ]             |
| 2012       | Giả dụ tôi là thật              | If I Really                           | 假如我是真的       | Tiền Tiểu Tuế                | [ 48 ]             |
| 2012       | Nhi nữ tình canh trường         | The Family and Love                   | 儿女情更长         | Trương Thiến                 | [ 49 ]             |
| 2012       | Nhà ta có Hỉ                    | Home, Sweet Home                      | 我家有喜           | Bạch Mộc Hỉ                  | [ 50 ]             |
| 2013       | Con nhỏ khó nuôi                | The Sweet Burden                      | 小儿难养           | Giản Ngải                    | [ 51 ]             |
| 2013       | Không phải hoa chẳng phải sương | Flowers in Fog                        | 花非花雾非雾       | Bạch Hải Hoa/Lãng Hoa        | [ 52 ]             |
| 2013       | Đặc chủng binh Hỏa Phượng Hoàng | Phoenix Nirvana                       | 我是特种兵之火凤凰 | An Nhiên                     | [ 53 ]             |
| 2014       | Nhật ký điểu ti                 |                                       | 屌丝日记           | Amanda                       | Khách mời          |
| 2014       | Hôn chiến                       | War of Marriage                       | 婚战               | Hải Lan                      | [ 54 ]             |
| 2014       | Thập tống hồng quân             | Ten Rides of Red Army                 | 十送红军           | Đới Lan                      | [ 55 ]             |
| 2014       | Con trở về rồi                  | The Children Came Home                | 孩子回国了         | Trương Gia Siêu              | [ 56 ]             |
| 2015       | Cuộc sống phải hoàn mỹ          | Say No for Youth                      | 天生要完美         | Tưởng Đan Thần               | [ 57 ]             |
| 2015       | Thục nam dưỡng thành ký         | Mature Male Develop a Mind            | 熟男养成记         | Thẩm Ngữ Đồng                | [ 58 ]             |
| 2016       | Người đàn ông tuyệt vời         | To Be a Better Man                    | 好先生             | Từ Lệ                        | Khách mời          |
| 2016       | Thiết huyết tùng hỗ             | 128 Incident                          | 铁血淞沪           | Chu Hỗ Bình                  | [ 60 ]             |
| 2017       | Hãy bên nhau đến hết đời        | The Perfect Couple                    | 将婚姻进行到底     | Giang Nhất Phàm              | [ 61 ]             |
| 2017       | Đại Đường vinh diệu             | The Glory of Tang Dynasty             | 大唐荣耀           | Độc Cô Tĩnh Dao              | [ 62 ]             |
| 2017       | Đại Đường vinh diệu 2           | The Glory of Tang Dynasty             | 大唐荣耀 2         | Độc Cô Tĩnh Dao              |                    |
| 2017       | Trường Săn                      | Game of Hunting                       | 猎场               | Hùng Thanh Xuân              | [ 63 ]             |
| 2017       | Cửu Châu hải thượng Mục Vân ký  | Tribes and Empires: Storm of Prophecy | 九州·海上牧云记    | Nam Khô Nguyệt Ly            | Xuất hiện đặc biệt |
| 2018       | Tam quốc cơ mật                 | Secret of the Three Kingdoms          | 三国机密潜龙在渊   | Phục Thọ                     | [ 65 ]             |
| 2018       | Kẻ thoát thân                   | Lost in 1949                          | 脱身               | Hoàng Lệ Văn                 | [ 66 ]             |
| 2020       | Thế giới mới                    | New World                             | 新世界             | Điền Đan                     | [ 67 ]             |
| 2021.10.18 | Giây thứ 12                     | The Twelfth Second                    | 第十二秒           | Hồ Gia Anh/Hứa Hàm, Hứa Liên | [ 68 ]             |
| 2022.07.14 | Bên ngoài tòa án: Điểm mù       | Blinding Elephant                     | 庭外·盲区          | Trần Mạn                     | [ 69 ]             |
| 2022.07.22 | Thiên tài cơ bản pháp           | The Heart Of Genius                   | 天才基本法         | Thiến Thiến                  | Khách mời          |
| 2022.08.24 | Người điều tra thương nghiệp    | The Investigator                      | 商业调查师         | Giản Ngôn                    | [ 71 ]             |
| 2022.11.05 | Ván cờ lớn                      | Game of Wisdom                        | 大博弈             | Tiền Bình                    | [ 72 ]             |
| 2022.12.07 | Huyện ủy đại viện               | Bright Future                         | 县委大院           | Kiều Mạch                    | [ 73 ]             |
| 2023.02.06 | Phẩm chất quý cô                | Lady's Character                      | 女士的品格         | Diêu Vy                      | [ 74 ]             |
| 2023.07.27 | Tiềm hành giả                   | The Infiltrator                       | 潜行者             | Tô Nhã Lộ                    | [ 75 ]             |
| Chưa chiếu | Sĩ quan cấp úy trẻ tuổi         | Young Army Officers                   | 我们正年轻         | Hứa Binh                     | [ 76 ]             |
| Chưa chiếu | Cảnh sát nhân dân               |                                       | 人民警察           | An Bình                      | [ 77 ]             |
| Chưa chiếu | Câu chuyện hoa hồng             | The Tale of Roses                     | 玫瑰故事           | Tô Canh Sinh                 | [ 78 ]             |

### Phim ngắn
| Năm  | Tên tiếng Việt                            | Tên tiếng Anh                   | Tên tiếng Trung  | Vai diễn        | Đạo diễn        | Bạn diễn                             | Ghi chú |
| ---- | ----------------------------------------- | ------------------------------- | ---------------- | --------------- | --------------- | ------------------------------------ | ------- |
| 2013 | Anh ấy, cô ấy, nó                         |                                 | 他她它           | Cô ấy           | Vương Bảo Minh  | Trương Đồng, Vương Kim Đạc, Trần Huy | [ 79 ]  |
| 2014 | Phong hồi lộ                              | Twist and turn                  | 风回路           | Chu Hồng Nghị   | Thẩm Dũng       | Chu Dã Mang                          |         |
| 2016 | An lạc                                    | Alone                           | 安乐             | Tiểu Mã         | Lâm Húc Kiên    | Từ Tài Căn                           |         |
| 2016 | Ngu Công dời núi                          | Moving mountains                | 愚公移山         | Mẹ              | Dương Phúc Đông |                                      |         |
| 2017 | Hương vị của bạn                          |                                 | 你的味道         | Thực khách      |                 |                                      |         |
| 2019 | Những trang đầu của thanh xuân Trung Quốc | Youthful China in the Headlines | 头条里的青春中国 | Trương Hải Địch | Sử Kiếm         |                                      | [ 80 ]  |

## Danh sách tác phẩm kịch
| Thời gian                  | Địa điểm                                                                                 | Tên tiếng Việt                                 | Tên tiếng Trung          | Vai diễn       | Ghi chú |
| -------------------------- | ---------------------------------------------------------------------------------------- | ---------------------------------------------- | ------------------------ | -------------- | --- |
| 2002                       | Romania                                                                                  | Antigone                                       | 安提戈涅                 | Antigone       | Tham gia Liên hoan Sân khấu kịch Quốc tế tại Romania |
| 2003 (14 - 17.02)          | Nhà hát Học viện Nghệ thuật Hồng Kông                                                    | Bàn về người yêu: Em yêu tôi, em không yêu tôi | 恋人论语：你爱我你不爱我 | (Khách mời)    | Nhạc kịch, tham gia Liên hoan Nghệ thuật Hồng Kông 2003 |
| 2003                       | Mỹ                                                                                       | Thần tiên và cô gái tốt                        | 神仙与好女人             | Thẩm Đại       | Cải biên từ vở "Người tốt Tứ Xuyên" của bậc thầy kịch nói Bertolt Brecht |
| 2004                       | Học viện Hí kịch Thượng Hải                                                              | Thần tiên và cô gái tốt                        | 神仙与好女人             | Thẩm Đại       | Cải biên từ vở "Người tốt Tứ Xuyên" của bậc thầy kịch nói Bertolt Brecht |
| 2005 (11-26.11)            | China National Theatre for Children Lưu trữ ngày 21 tháng 3 năm 2020 tại Wayback Machine | Hoài nghi                                      | 怀疑                     | Nữ tu sĩ James | Năm 2005, đạt 3 giải thưởng lớn tại Mỹ (Giải Tony, Giải Pulitzer cho Kịch, Giải thưởng Quốc gia cho Kịch), giải Vở kịch của năm do Nhà hát Quốc gia Trung Quốc trao tặng.                     |
| 2006 (12-21.12)            | Nhà hát Giải phóng quân                                                                  | Hoang nguyên cùng người                        | 荒原与人                 | Tế Thảo        | Đạt được giải Vàng tại Liên hoan Kịch nói Toàn quốc "Kịch nói trăm năm" của Bộ Văn hóa; giải thưởng Liên hoan kịch Trung Quốc; Vở kịch của năm 2006 do Nhà hát Quốc gia Trung Quốc trao tặng. |
| 2006 (22-29.09)            | Nhà hát thực nghiệm Học viện Hí kịch Trung ương                                          | Hoang nguyên cùng người                        | 荒原与人                 | Tế Thảo        | Đạt được giải Vàng tại Liên hoan Kịch nói Toàn quốc "Kịch nói trăm năm" của Bộ Văn hóa; giải thưởng Liên hoan kịch Trung Quốc; Vở kịch của năm 2006 do Nhà hát Quốc gia Trung Quốc trao tặng. |
| 2010 (08-21.05)            | Shanghai Oriental Art Center                                                             | Hoằng Nhất                                     | 弘一                     | Diệp Tử        | Nhạc kịch đề tài Phật giáo |
| 2019 (30.04-01.05)         | Majestic Theatre Shanghai                                                                | Mặc Mặc                                        | 默默                     | Mặc Mặc        | Cải biên từ truyện cổ tích Đức "Momo" của tác giả Michael Ende |
| 2019 (23&25.08)            | Nhà hát lớn quốc gia                                                                     | Mặc Mặc                                        | 默默                     | Mặc Mặc        | Cải biên từ truyện cổ tích Đức "Momo" của tác giả Michael Ende |
| 2020 (27-29.09 & 16-17.10) | Nhà hát lớn hồ Mai Khê (Changsha Meixihu International Culture Art Centre).              | Đại địa tụng ca                                | 大地颂歌                 | Vương Đình     | Đại hình sử thi ca vũ kịch, vở kịch tuyên truyền của tỉnh Hồ Nam về đề tài xóa đói giảm nghèo.                                                                                                |
| 2020 (06-07.11)            | Nhà hát lớn quốc gia                                                                     | Đại địa tụng ca                                | 大地颂歌                 | Vương Đình     | Đại hình sử thi ca vũ kịch, vở kịch tuyên truyền của tỉnh Hồ Nam về đề tài xóa đói giảm nghèo.                                                                                                |
| 2021 (10.2021 - 01.2022)   |                                                                                          | Khuynh thành chi luyến                         | 倾城之恋                 | Bạch Lưu Tô    | Buổi diễn đầu tiên tại Thượng Hải vào 28.10.2023, sau đó lưu diễn tại 4 thành phố với 20 buổi diễn.                                                                                           |
| 2022                       | Nhà hát lớn quốc gia                                                                     | Văn nghệ trong kháng chiến                     | 抗战中的文艺             | Đinh Linh      | |
| 2023                       |                                                                                          | Xin chào, Kẻ điên                              |                          | Icy            | Vở kịch kỉ niệm 10 năm "Xin chào, kẻ điên" |

## Danh sách âm nhạc

### Albums
| Phát hành  | Tên tiếng Việt     | Tên tiếng Anh           | Tên tiếng Trung | Danh sách bài hát | Ghi chú |
| ---------- | ------------------ | ----------------------- | --------------- | --- | ------- |
| 08.01.2007 | Vạn Hữu Dẫn Lực    | Universal Gratification | 万有引力        | Danh sách 1. Vạn hữu dẫn lực 2. Mây 3. Ký hiệu 4. Kỳ tích 5. Dũng cảm yêu 6. Tình yêu màu hồng 7. Ngọn lửa của giấc mơ 8. 8765321 9. Thế giới tươi đẹp 10. Kết cục đánh mất |         |
| 26.01.2010 | Vạn Ngữ Thiên Ngôn | Thousand of Words       | 万语千言        | Danh sách 1. Vạn ngữ thiên ngôn 2. Tôi có cuộc hẹn với mùa xuân 3. Giữ khoảng cách                                                                                          |         |

### Bài hát
| Năm  | Ngày phát hành | Tên tiếng Việt                              | Tên tiếng Anh          | Tên tiếng Trung                      | MV     | Hát cùng | Ghi chú                                               |
| ---- | -------------- | ------------------------------------------- | ---------------------- | ------------------------------------ | ------ | --- | ----------------------------------------------------- |
| 2005 | 18.07          | Cây trám                                    |                        | 橄榄树                               |        | | Tiếng ca thiên sứ OST Opening                         |
| 2007 | 25.01          | Thanh bạch                                  |                        | 清白                                 |        | | Thanh thiên nha môn II OST Ending                     |
| 2008 | 05.05          | Tứ quý ca                                   |                        | 四李歌                               |        | | "Hoài Cựu Kim Khúc" bản cuối tuần, tập về Ngô Oanh Âm |
| 2008 | 05.05          | Cô gái Nam Hải                              |                        | 南海姑娘                             |        | | "Hoài Cựu Kim Khúc" bản cuối tuần, tập về Ngô Oanh Âm |
| 2008 | 05.05          | Đêm Thượng Hải                              |                        | 夜上海                               |        | | "Hoài Cựu Kim Khúc" bản cuối tuần, tập về Ngô Oanh Âm |
| 2008 | 05.05          | Ánh trăng nói hộ lòng tôi                   |                        | 月亮代表我的心                       |        | | "Hoài Cựu Kim Khúc" bản cuối tuần, tập về Ngô Oanh Âm |
| 2008 | 05.05          | Thành nhỏ chuyện xưa                        |                        | 小城故事                             |        | | "Hoài Cựu Kim Khúc" bản cuối tuần, tập về Ngô Oanh Âm |
| 2008 | 31.05          | Tay trong tay                               | We Are Family          | 手牵手                               |        | nhóm nghệ sĩ | Operation Smile 31.05, MV Ái Tâm                      |
| 2008 | 01.06          | Tôi ở bên cạnh bạn                          |                        | 我在你身边                           |        | nhóm nghệ sĩ | Ca khúc cứu trợ động đất                              |
| 2010 | 03.04          | Trong tim em chỉ có anh không có anh ta     |                        | 我的心里只有你没有他                 | [ 84 ] | Hoàng Linh, Đường Đan                                                                                            | "Khúc Ca Năm Tháng" (光阴的歌师徒专场)                |
| 2010 | 03.04          | Ánh mắt của anh                             |                        | 你的眼神                             | [ 84 ] | Tề Phóng | "Khúc Ca Năm Tháng" (光阴的歌师徒专场)                |
| 2010 | 22.10          | Không nghi ngờ                              |                        | 无猜                                 |        | | Sinh tử kiều OST Ending                               |
| 2013 | 23.01          | Cho bi thuơng cơ hội                        |                        | 给悲伤机会                           |        | | Con nhỏ khó nuôi OST, ca khúc chủ đề                  |
| 2013 | 23.01          | Khởi đầu mới                                |                        | 新的开始                             |        | | Con nhỏ khó nuôi OST, nhạc nền                        |
| 2013 | 23.01          | Con đường                                   |                        | 路                                   |        | | Con nhỏ khó nuôi OST, nhạc nền                        |
| 2014 | 05.09          |                                             | The River of No Return |                                      |        | | Thiên đường trong quân ngũ OST, nhạc nền              |
| 2016 | 30.12          | Món quà                                     | Gift                   | 礼物                                 |        | | Xin chào kẻ điên OST, ca khúc chủ đề                  |
| 2017 | 08.01          | Khúc ca bất tận                             |                        | 写不完的歌                           |        | | Thục nam dưỡng thành ký OST Ending                    |
| 2017 | 02.03          | Thành toàn cho người                        | Step Aside for You     | 为你成全                             |        | Âm Tần Quái Vật                                                                                                  | Đại Đường vinh diệu OST, nhạc nền                     |
| 2018 | 10.06          | Tấm lòng bất biến                           |                        | 不变的心                             |        | | Thoát Thân khai bá thịnh điển                         |
| 2020 | 01.01          | Đáp án                                      |                        | 答案                                 |        | Vương Diệu Khánh                                                                                                 | Khởi hành 2020                                        |
| 2020 | 05.05          | Ánh sáng                                    |                        | 光                                   |        | | Đêm lựa chọn thanh xuân 05.05 trên đài Giang Tô       |
| 2020 | 05.05          | Giày cao gót màu đỏ                         |                        | 红色高跟鞋                           |        | Hàn Tuyết, Lưu Mẫn Đào                                                                                           | Đêm lựa chọn thanh xuân 05.05 trên đài Giang Tô       |
| 2020 | 05.05          | Đứng bên nhau + Đáp án của bạn              |                        | 站在一起+你的答案                    |        | Hàn tuyết, Lưu Mẫn Đào, Đại Trương Vĩ, Tiết Chi Khiêm, Lý Vấn Hàn, đại biểu các em nhỏ và các y bác sĩ hợp xướng | Đêm lựa chọn thanh xuân 05.05 trên đài Giang Tô       |
| 2020 | 05.05          | Chúng ta tin tưởng vào sức mạnh đất nước    |                        | 我们相信中国力量                     |        | Huỳnh Thánh Y, Huỳnh Dịch, Vương Trí và nhóm nghệ sĩ                                                             | Ca khúc tiếp sức tình hình dịch bệnh                  |
| 2020 | 10.06          | Thế giới của tôi, tình yêu của tôi          |                        | 我的世界我的爱                       |        | nhóm nghệ sĩ | MV công ích tiếp sức chống lại dịch bệnh              |
| 2020 | 12.06          | Kính bạn                                    |                        | 敬你                                 |        | | Tỷ tỷ đạp gió rẽ sóng, vòng đánh giá ban đầu          |
| 2020 | 26.06          | Muộn phiền của ngày mai cứ để ngày mai      |                        | 明天的烦恼交给明天                   |        | 30 tỷ tỷ đạp gió rẽ sóng                                                                                         | Tỷ tỷ đạp gió rẽ sóng, công diễn 1                    |
| 2020 | 26.06          |                                             | Beautiful love         |                                      |        | Chu Tịnh Tịch, Trần Tùng Linh, Kim Sa, Hải Lục                                                                   | Tỷ tỷ đạp gió rẽ sóng, công diễn 1                    |
| 2020 | 10.07          |                                             | Manta                  |                                      |        | Vương Phi Phi, Thẩm Mộng Thần                                                                                    | Tỷ tỷ đạp gió rẽ sóng, công diễn 2                    |
| 2020 | 20.07          | Kính bạn                                    |                        | 敬你                                 |        | Hứa Phi |                                                       |
| 2020 | 24.07          |                                             | Gentlewoman            |                                      |        | Hoàng Linh, Lý Tư Đan Ny, Viên Vịnh Lâm, Kim Thần                                                                | Tỷ tỷ đạp gió rẽ sóng, công diễn 3                    |
| 2020 | 31.07          | Giống loài mới                              |                        | 新物种                               |        | Hoàng Linh, Lý Tư Đan Ny, Viên Vịnh Lâm, Kim Thần                                                                | Tỷ tỷ đạp gió rẽ sóng, công diễn 4                    |
| 2020 | 07.08          | Đừng hỏi tôi điệu Disco là gì + Tractor-Sky |                        | 别再问我什么是迪斯科+ 手扶拖拉机斯基 |        | Hoàng Linh, Lý Tư Đan Ny, Viên Vịnh Lâm, Kim Thần và New Pants                                                   | Tỷ tỷ đạp gió rẽ sóng, công diễn 4                    |
| 2020 | 14.08          | Cây cầu duyên phận                          | Bridge of Fate         | 缘份一道桥                           |        | | Tỷ tỷ đạp gió rẽ sóng, công diễn 5                    |
| 2020 | 18.08          | Hải ngữ giả                                 |                        | 海语者                               |        | | Ca khúc chủ để game mobile "Thiên Dụ"                 |
| 2020 | 20.08          | Kính bạn                                    |                        | 敬你                                 |        | |                                                       |
| 2020 | 21.08          | Tình nhân                                   |                        | 情人                                 |        | Y Năng Tịnh, Hoàng Linh, Trương Vũ Kỳ, Truơng Hàm Vận, Lý Tư Đan Ny, Kim Thần                                    | Tỷ tỷ đạp gió rẽ sóng, công diễn 5                    |
| 2020 | 28.08          | Đôi cánh ánh sáng                           |                        | 光之翼                               |        | Y Năng Tịnh, Hoàng Linh                                                                                          | Tỷ tỷ đạp gió rẽ sóng, công diễn 6                    |
| 2020 | 28.08          | Em Mong Đợi                                 |                        | 我期待                               |        | Y Năng Tịnh, Hoàng Linh, Trương Vũ Kỳ, Truơng Hàm Vận, Lý Tư Đan Ny, Kim Thần                                    | Tỷ tỷ đạp gió rẽ sóng, công diễn 6                    |
| 2020 | 04.09          | Chị đây dám lên trời                        |                        | 姐就是敢上天呢                       |        | Hoàng Linh, Úc Khả Duy, Lý Tư Đan Ny, Kim Thần, Lam Doanh Oánh, Trịnh Hi Di                                      | Tỷ tỷ đạp gió rẽ sóng, Đêm Thành Đoàn                 |
| 2020 | 27.09          | Không kịp nói yêu người                     |                        | 来不及说爱你                         | [ 87 ] | Truơng Khải Lệ                                                                                                   | Đại địa tụng ca OST                                   |
| 2020 | 28.09          | Hôm nay là sinh nhật của người              |                        | 今天是你的生日                       | [ 88 ] | Bạch Băng, Trần Tùng Linh, Trịnh Hi Di, Vương Trí, Truơng Manh, Lưu Vân và nhóm nghệ sĩ                          | Ca khúc mừng Quốc Khánh 2020                          |
| 2020 | 30.09          | Vững tin tình yêu sẽ chiến thắng            |                        | 坚信爱会赢                           | [ 89 ] | Lưu Mẫn Đào, Hứa Ngụy Châu, Dương Công                                                                           | Đêm mừng Quốc Khánh CCTV                              |
| 2020 | 09.11          | Cố thành thiên tầm                          |                        | 故城千寻                             |        | Hàn Tuyết, Tiền Chính Hạo, Hoắc Tôn, Phó Tinh, Hứa Giai Kỳ                                                       | Hạng mục sáng tạo truyền thừa âm nhạc quốc phong      |
| 2020 | 08.12          | Sáo Giang thành                             |                        | 江城笛                               |        | | Hạng mục sáng tạo truyền thừa âm nhạc quốc phong      |
| 2021 | 08.02          | Tôi và giấc mơ tôi theo đuổi                |                        | 我和我追逐的梦                       |        | | Dòng người tấp nập OST                                |
| 2021 | 12.02          | Đáp án của bạn                              |                        | 你的答案                             | [ 91 ] | Chu Diên GAI | Xuân Vãn đài Bắc Kinh                                 |
| 2021 | 14.02          | Thiết giáp hồng trang                       |                        | 铁甲红妆                             | [ 92 ] | | "Kinh Điển Vịnh Lưu Truyền" tập 5, mùa 4              |
| 2021 | 25.10          | Tình thư 1950                               |                        | 情书1950                             | [ 94 ] | |                                                       |

## Chương trình truyền hình
| Năm  | Thời gian chiếu | Tên tiếng Việt                | Tên tiếng Anh          | Tên tiếng Trung | Giới thiệu | Nơi chiếu                |
| ---- | --------------- | ----------------------------- | ---------------------- | --------------- | --- | ------------------------ |
| 2020 | 30.10           | Hành trình yêu nhạc của tỷ tỷ | Lady Land              | 姐姐的爱乐之程  | Roadshow ca hát và du lịch của nhóm X-SISTER sau khi debut từ show Tỷ tỷ đạp gió rẽ sóng | MangoTV, Đài Hồ Nam      |
| 2020 | 12.06-04.09     | Tỷ tỷ đạp gió rẽ sóng         | Sisters Who Make Waves | 乘风破浪的姐姐  | Tham gia thi đấu để tuyển chọn ra nhóm nhạc nữ | MangoTV, Đài Hồ Nam      |
| 2020 | 05.05           | Đêm lựa chọn thanh xuân       |                        | 55青春选择之夜  | - "Ánh sáng" - Vạn Thiến - "Giày cao gót màu đỏ" - Vạn Thiến, Hàn Tuyết, Lưu Mẫn Đào - "Đứng bên nhau + Đáp án của bạn" - Vạn Thiến, Hàn tuyết, Lưu Mẫn Đào, Đại Trương Vĩ, Tiết Chi Khiêm, Lý Vấn Hàn, đại biểu các em nhỏ và các y bác sĩ hợp xướng | Đài Giang Tô             |
| 2020 | 02.05           | Hoa dạng kịch khách sảnh      |                        | 花漾剧客厅      | Đoàn phim "Thế giới mới" đến tuyên truyền | Đài Sơn Đông             |
| 2020 | 11.04           | Hoa dạng kịch khách sảnh      |                        | 花漾剧客厅      | Đoàn phim "Thế giới mới" đến tuyên truyền | Đài Sơn Đông             |
| 2020 | 10.01           | Đại hí khán Bắc Kinh          |                        | 大戏看北京      | Đoàn phim "Thế giới mới" đến tuyên truyền | Đài Bắc Kinh             |
| 2020 | 01.01           | Khởi hành 2020                |                        | 启航2020        | Chuơng trình mừng năm mới | Đài CCTV                 |
| 2019 | 29.03           | Thanh lâm kỳ cảnh             | The Sound              | 声临其境        | Vòng bán kết (Phần 2) | Đài Hồ Nam               |
| 2019 | 22.03           | Thanh lâm kỳ cảnh             | The Sound              | 声临其境        | Vòng bán kết (Phần 1) | Đài Hồ Nam               |
| 2019 | 15.03           | Thanh lâm kỳ cảnh             | The Sound              | 声临其境        | Vòng phục sinh | Đài Hồ Nam               |
| 2019 | 15.02           | Thanh lâm kỳ cảnh             | The Sound              | 声临其境        | Tập 4, mùa 2 | Đài Hồ Nam               |
| 2018 | 10.06           | Thoát Thân khai bá thịnh điển |                        | 脱身开播盛典    | Đoàn phim "Thoát thân" đến tuyên truyền | Đài Đông Phương          |
| 2018 | 10.06           | Đại hí khán Bắc Kinh          |                        | 大戏看北京      | Đoàn phim "Thoát thân" đến tuyên truyền | Đài Bắc Kinh             |
| 2018 | 17.08           | Thất tịch ái tình ca hội      |                        | 七夕爱情歌会    | Vạn Thiến và Trương Bác lồng tiếng các cảnh phim tình cảm + Úc Khả Duy hát "Nói xa là xa" | Đài Hồ Nam               |
| 2015 | 01.08           | Chúng ta                      |                        | 我们women       | Phỏng vấn cá nhân | Đài Thiên Tân            |
| 2015 | 23.06           | Năm nhất đại học              | Grade One Freshman     | 一年级·大学季   | Buổi họp báo tại trạm dừng | Đài Hồ Nam               |
| 2014 | 19.12           | Ngày ngày tiến lên            | Day Day Up             | 天天向上        | "Địa lý mỹ nữ Trung Quốc", trạm Hồ Nam | Đài Hồ Nam               |
| 2014 | 25.08           | Khang Hi tới rồi              |                        | 康熙来了        | Đoàn phim "Thiên đường trong quân ngũ" đến tuyên truyền | Đài CTi Variety Đài Loan |
| 2013 | 15.09           | Hiện trường tốt nhất          |                        | 最佳现场        | | Kênh Văn nghệ Bắc Kinh   |
| 2013 | 19.01           | Khoái lạc đại bản doanh       | Happy Camp             | 快乐大本营      | Đoàn phim "Con nhỏ khó nuôi" đến tuyên truyền | Đài Hồ Nam               |

## Giải thưởng và đề cử
| Năm  | Giải thưởng                                                                        | Giải                                  | Tác phẩm đề cử                | Kết quả   | Tham chiếu |
| ---- | ---------------------------------------------------------------------------------- | ------------------------------------- | ----------------------------- | --------- | ---------- |
| 2007 | Liên hoan kịch toàn quốc "Kịch nói trăm năm"                                       | Giải Vàng                             | Cánh đồng hoang vu cùng người | Đoạt giải | [ 2 ]      |
| 2012 | Liên hoan phim Sinh viên Bắc Kinh lần thứ 19                                       | Nữ chính xuất sắc nhất                | Liễu Như Thị                  | Đề cử     |            |
| 2012 | Liên hoan phim quốc tế Bắc Kinh lần thứ 3                                          | Nữ chính xuất sắc nhất                | Liễu Như Thị                  | Đề cử     |            |
| 2013 | Liên hoan truyền hình Thượng Hải lần thứ 19                                        | Nữ diễn viên nhân khí cao nhất        | Con nhỏ khó nuôi              | Đề cử     |            |
| 2014 | Giải thưởng Kim Mã lần thứ 51                                                      | Nữ diễn viên phụ xuất sắc nhất        | Thiên đường trong quân ngũ    | Đoạt giải | [ 95 ]     |
| 2015 | Giải thưởng điện ảnh châu Á lần thứ 9                                              | Nữ diễn viên phụ xuất sắc nhất        | Thiên đường trong quân ngũ    | Đề cử     | [ 96 ]     |
| 2015 | Giải thưởng truyền thông điện ảnh Trung Quốc lần thứ 15                            | Nữ diễn viên phụ xuất sắc nhất        | Thiên đường trong quân ngũ    | Đề cử     | [ 97 ]     |
| 2017 | Liên hoan phim Sinh viên Bắc Kinh lần thứ 24                                       | Nữ chính xuất sắc nhất                | Xin chào kẻ điên              | Đoạt giải | [ 98 ]     |
| 2017 | Giải thưởng Hiệp hội đạo diễn Trung Quốc lần thứ 8                                 | Nữ chính xuất sắc nhất                | Xin chào kẻ điên              | Đề cử     | [ 99 ]     |
| 2018 | Quốc kịch thịnh điển 2017                                                          | Diễn viên thực lực của năm            |                               | Đoạt giải | [ 100 ]    |
| 2018 | Giải thưởng Bạch Ngọc Lan - Liên hoan truyền hình Thượng Hải lần thứ 24            | Nữ diễn viên phụ xuất sắc nhất        | Trường săn                    | Đề cử     | [ 101 ]    |
| 2018 | Giải thưởng Hoa Đỉnh lần thứ 24                                                    | Nữ diễn viên phụ xuất sắc nhất        | Trường săn                    | Đề cử     | [ 102 ]    |
| 2018 | Lễ trao giải Diễn viên truyền hình xuất sắc lần thứ 5 The 5th Actors of China 2018 | Diễn viên truyền hình ưu tú           |                               | Đoạt giải | [ 103 ]    |
| 2018 | Lễ trao giải Diễn viên truyền hình xuất sắc lần thứ 5 The 5th Actors of China 2018 | Nữ diễn viên truyền hình Sapphire     |                               | Đoạt giải | [ 103 ]    |
| 2019 | Thịnh điển Phim Truyền hình Chất lượng 2019 电视剧品质盛典                         | Ngôi sao diễn xuất chất lượng của năm |                               | Đoạt giải |            |
| 2019 | Giải thưởng Bạch Ngọc Lan - Liên hoan truyền hình Thượng Hải lần thứ 25            | Nữ chính xuất sắc nhất                | Kẻ thoát thân                 | Đề cử     | [ 104 ]    |
| 2019 | Giải thưởng Kim Phượng Hoàng lần thứ 17                                            | Giải thưởng xã hội                    |                               | Đoạt giải | [ 105 ]    |
| 2022 | Giải thưởng Kim Liên Hoa lần thứ 14 Macau International Movie Festival             | Nữ diễn viên phụ xuất sắc nhất        | Vạn dặm đường về              | Đề cử     | [ 106 ]    |
| 2023 | Thịnh điển Phim Truyền hình Chất lượng 2023 剧耀东方·2023电视剧品质盛典            | Ngôi sao phim truyền hình có sức hút  |                               | Đoạt giải | 30.03.2023 |
| 2023 | Giải thưởng Kim Kê lần thứ 36                                                      | Nữ diễn viên phụ xuất sắc nhất        | Học ba                        | Đề cử     | [ 108 ]    |